# Iredalula alticincta
Iredalula alticincta is een slakkensoort uit de familie van de Colubrariidae. De wetenschappelijke naam van de soort is voor het eerst geldig gepubliceerd in 1906 door Murdoch & Suter.